# Kreis Tokaj
Der Kreis Tokaj (ungarisch Tokaji járás) ist ein Kreis im Osten des Komitats Borsod-Abaúj-Zemplén im Nordosten Ungarns. Er grenzt im Süden und Osten an das Komitat Szabolcs-Szatmár-Bereg. Der Kreis Tokaj ist der Nachfolger des gleichnamigen Kleingebiets (ungarisch Tokaji kistérség), dessen 11 Gemeinden während der ungarischen Verwaltungsreform Anfang 2013 unverändert im gleichen Zuschnitt übernommen wurden.

Der Kreis hat eine durchschnittliche Gemeindegröße von 1.157 Einwohnern auf einer Fläche von 23,26 Quadratkilometern. Die Bevölkerungsdichte des flächenmäßig kleinsten Kreises lag unter der des Komitats. Verwaltungssitz war die einzige Stadt Tokaj, im Osten des Kreises gelegen.

## Gemeindeübersicht
| Gemeinde        | Status   | Herkunft Kleingebiet | Einwohnerzahl | Einwohnerzahl | Einwohnerzahl | Fläche     | Bevölkerungs- dichte (Ew./km²) |
| Gemeinde        | Status   | Herkunft Kleingebiet | 01.10.2011    | 01.01.2013    | 01.01.2016    | 01.01.2016 | Bevölkerungs- dichte (Ew./km²) |
| --------------- | -------- | -------------------- | ------------- | ------------- | ------------- | ---------- | ------------------------------ |
| Bodrogkeresztúr | Gemeinde | Tokaj                | 1.161         | 1.168         | 1.099         | 29,88      | 36,8                           |
| Bodrogkisfalud  | Gemeinde | Tokaj                | 904           | 872           | 845           | 14,67      | 57,6                           |
| Csobaj          | Gemeinde | Tokaj                | 723           | 750           | 681           | 19,61      | 34,7                           |
| Erdőbénye       | Gemeinde | Tokaj                | 1.103         | 1.144         | 1.075         | 45,80      | 23,5                           |
| Szegi           | Gemeinde | Tokaj                | 290           | 283           | 267           | 9,05       | 29,5                           |
| Szegilong       | Gemeinde | Tokaj                | 204           | 211           | 210           | 6,94       | 30,3                           |
| Taktabáj        | Gemeinde | Tokaj                | 604           | 625           | 632           | 16,82      | 37,6                           |
| Tarcal          | Gemeinde | Tokaj                | 2.901         | 2.898         | 2.794         | 53,72      | 52,0                           |
| Tiszaladány     | Gemeinde | Tokaj                | 672           | 667           | 630           | 22,19      | 28,4                           |
| Tiszatardos     | Gemeinde | Tokaj                | 239           | 241           | 214           | 8,93       | 24,0                           |
| Tokaj           | Stadt    | Tokaj                | 4.530         | 4.524         | 4.282         | 28,20      | 151,8                          |
| Kreis Tokaj     |          |                      | 13.331        | 13.383        | 12.729        | 255,81     | 49,8                           |